# アトムメディカル
アトムメディカル株式会社は東京都文京区に本社を置く、産科・婦人科用機器、新生児・小児用機器を中心とした医療機器の製造・販売を行う企業である。

## 沿革
- 1938年（昭和13年）：松原与四郎が満州国奉天市（現 瀋陽市）に千代田商会創業。
- 1947年（昭和22年）：終戦に伴い東京都文京区金助町にて事業再開。
- 1948年（昭和23年）：東京都文京区真砂町に千代田医理科器械株式会社設立。
- 1950年（昭和25年）：東京都文京区本郷三丁目に移転。
- 1952年（昭和27年）：国産初の近代的保育器N-52保育器を発売。
- 1964年（昭和39年）：アトム医理科器械株式会社に社名変更。
- 1970年（昭和45年）：アトム株式会社に社名変更。
- 1996年（平成8年）：現社名に変更。
- 2021年（令和3年）：本社ビル建て替え及び4月20日をもって本部機能を文京区本駒込2丁目に一時移転することを発表。

## 事業所
- 本社
- 営業所：札幌、仙台、北関東（さいたま市）、東京（文京区）、南関東（横浜市）、名古屋、大阪（吹田市）、岡山、広島、福岡、サービスセンター（戸田市）
- 工場：浦和工場（さいたま市）、ロジスティックセンター（和光市）

## グループ会社
- 株式会社アトムメディカルインターナショナル
- 株式会社ライフメッド
- ATOM MEDICAL USA（アメリカ合衆国）
- ATOMED CEBU, INC.（フィリピン共和国）